# Hamburg GAA
Hamburg GAA ist ein Sportverein in Hamburg, der gälische Sportarten (Hurling, Camogie und  Gaelic Football) betreibt. Der Verein wurde 2015 gegründet, ist Mitglied im Deutschen Bund Gälischer Sportarten und war bereits mehrfach Deutscher Meister im Hurling und Camogie.

## Geschichte
Der Verein wurde 2015 gegründet, um die gälischen Sportarten in Hamburg bekannt zu machen. Er nimmt seit 2016 an nationalen und seit 2017 an internationalen Wettbewerben im Hurling und Camogie teil.
Das Vereinswappen zeigt ein Stadttor mit drei Türmen (in Anlehnung an das Hamburger Landeswappen), darüber zwei gekreuzte Hurleys (Hurlingschläger) und ein Sliotar (Hurlingball).

## Sportangebot
Der Sportbetrieb des Vereins wird in Zusammenarbeit mit dem Hochschulsport Hamburg durchgeführt.
Es gibt Trainingsangebote für
- Hurling (Männer)
- Camogie (Frauen)
- Gaelic Football

## Erfolge
- Deutsche Meister im Camogie (Sebastian Rießbeck Cup) in den Jahren 2022, 2019, 2018[1]
- Deutsche Meister im Hurling (Chris Hennessy Cup) 2023, 2022, 2019, 2018, 2016[1]

## Sonstiges
- Seit März 2017 hängt in der Gaelic Games Gallery des EPIC The Irish Emigration Museum ein signiertes Trikot  des Vereins. Es repräsentiert die Verbreitung irischer Kultur durch die GAA Vereine weltweit.[2]
- 2017 war der Verein Gastgeber der zweiten Runde der Europäischen Hurling Meisterschaften